# Разделение спина и заряда
Разделение заряда можно наблюдать при разнесении обкладок конденсаторов
Разделение спина и заряда (англ. Spin-charge separation) — явление, наблюдаемое в квазиодномерных системах, в частности в углеродных нанотрубках. Суть этого явления в том, что из-за большого (по сравнению с их кинетической энергией) взаимодействия между электронами в подобных системах, удобными квазичастицами оказываются не электроны (имеющие спин 1/2 и подчиняющиеся статистике Ферми — Дирака), как в металлах, а своеобразные квазичастицы со спином 0 и 1 холоны и спиноны, подчиняющиеся статистике Бозе — Эйнштейна. Холон переносит только заряд и не переносит спин, в то время как спинон переносит только спин, и не переносит заряд.
Достаточно наглядно можно пояснить ситуацию в одном из предельных случаев. Допустим, взаимодействие между электронами настолько сильно, что они сконденсировались в вигнеровский кристалл. В таком случае, в вигнеровском кристалле, как и в любом другом кристалле, могут существовать фононы, коллективные колебания электронов в узлах решётки. Эти колебания будут сопровождаться переносом заряда. Это и есть холоны. С другой стороны, электроны в цепочке обладают спином, между ними существует некоторое спин-спиновое взаимодействие. Если мы перевернём один из спинов, по цепочке побежит спиновое возмущение, совершенно не сопровождающееся переносом заряда. Это и есть спинон.
Кроме спинонов и холонов, обнаружены орбитоны — квазичастицы, определяющие орбитальное положение электрона.
Также возникновение спинонов обнаружено в других диэлектриках при поглощении электромагнитных волн.